# (7444) 1996 TM10
(7444) 1996 TM10 là một tiểu hành tinh vành đai chính. Nó được phát hiện bởi Seiji Ueda và Hiroshi Kaneda ở Kushiro, Hokkaidō, Nhật Bản, ngày 9 tháng 10 năm 1996.